# トレマーズ3
『トレマーズ3』（原題：Tremors 3: Back to Perfection）は、2001年に発売されたオリジナルビデオ。ブレント・マドックが監督を務め、マイケル・グロス、シャーロット・スチュワート、アリアナ・リチャーズ、トニー・ジェナロ、ロバート・ジェーンが出演している。

## あらすじ
第1作から11年後。バート・ガンマーはアルゼンチン政府から依頼されたシュリーカー狩りを終え、パーフェクションに帰ってくる。パーフェクションではグラボイドを利用して観光客を集める一方で、成長したメルビンが土地を買い占めて町を再開発しようとしていた。新しく町に住み着いたジャックは相棒ビュフォードと共にやらせのグラボイド体験ツアーを営んでいたが、本物のグラボイドが現れビュフォードと観光客が殺されてしまう。自前の警戒網でグラボイドが3体出現したことを察知したバートは再びグラボイド狩りを始めようとするが、ナンシーの通報で駆け付けた内務省のスタトラー捜査官たちに阻止されてしまう。スタトラーたちはグラボイドを「絶滅危惧種」として捕獲しようとするが発見することができず、ジャックの提案で「1体のみ捕獲し、残りは駆除してもよい」という条件でバートの協力を得る。バートはジャックを連れてグラボイドを誘い出すが、油断してグラボイドに食べられてしまう。バートは自宅にグラボイドを誘導するようにジャックに伝え、誘い出されたグラボイドはバート邸の地面に埋め込まれたコンクリート壁に激突して死亡し、バートは体内から助け出される。
バートとジャックはジョディ、ミゲルと共に残り2体を探すが、そこに重傷を負った内務省チームのメルリス博士が現れ、グラボイドがシュリーカーに変態し、捜査官たちは皆殺しにされたことを告げ息絶える。4人はシュリーカーのいる場所に向かおうとするが、そこに突然変異体のエル・ブランコが現れる。車を囮にエル・ブランコを引き離した4人はシュリーカーの元に向かうが、そこにはシュリーカーの抜け殻があるだけだった。シュリーカーは飛行可能なアスブラスターに変態し、ミゲルが殺される。アスブラスターが熱感知能力を身に付けたことを知ったバートは、町に残っているナンシーとミンディに連絡を取るが、2人はアスブラスターに襲われる。一方、3人は武器を調達するためバートの家に向かうが再びアスブラスターに襲われ、バートは爆薬を使い自宅ごとアスブラスターを爆殺する。そこにナンシーから「アスブラスターを捕獲した」と連絡が入り、満腹になったアスブラスターは睡眠状態に陥ることが判明する。しかし、バートが大量に所持していたMREは自宅ごと吹き飛んでしまっていた。
3人は廃棄物の溜まり場に逃げ込み、アスブラスターを倒すために廃品を利用してポテト銃を作り出し、アスブラスターを全滅させる。しかし、突然現れたエル・ブランコに襲われたバートは動けなくなり、さらに生き延びていたアスブラスターに発見される。エル・ブランコがバートの超音波腕時計に反応していることを知ったジャックは腕時計をアスブラスターに投げつけ、アスブラスターはエル・ブランコに食べられ、3人は生還する。騒動の終結後、ナンシーは捕獲したアスブラスターを高値で売却してミンディの学費を手に入れ、ジャックはジョディと親密になる。メルビンはバートの元を訪れ土地の売却を迫るが、バートは絶滅危惧種のエル・ブランコがいるパーフェクションは保護区に指定されることを告げる。そこにエル・ブランコが現れ、バートはメルビンを置き去りにして町に帰っていく。

## キャスト
※括弧内は日本語吹替。(VHSとBlu-rayに収録)
- バート・ガンマー - マイケル・グロス（小林清志）

前作・前々作からの登場人物。ガンマニア。グラボイズ退治の名人として名を馳せる。充実した武器と防具をもっている。
- ジャック・ソーヤー - ショーン・クリスチャン（英語版）（小杉十郎太）

グラボイズを使ったインチキの体験ツアーを開催している男。元プロ野球選手。
- ジョディ・チャン - スーザン・チャン（田村真紀）

小売店を営む中華系の女性。
- ナンシー・スタングッド - シャーロット・スチュワート（英語版）（定岡小百合）

1作目の登場人物。町の住民。真面目なしっかり者。
- ミンディ・スタングッド - アリアナ・リチャーズ（永田亮子）

1作目の登場人物。町の住民。ナンシーの娘。学校を財政難から退学した。少々、荒れているがグラボイズを利用したインチキツアーを疎ましく思うなど生真面目さはある。
- ミゲル - トニー・ジェナロ（宮澤正）

1作目の登場人物。バートの仲間。
- アンドリュー・メルリス博士 - バリー・リビングストン（英語版）（坂東尚樹）
- チャーリー・ラスク捜査官 - ジョン・パパス（英語版）（堀尾雅彦）
- メルビン・プラグ - ロバート・ジェーン（英語版）（丸山純路）

1作目の登場人物。当時は少年だったが現在は大人になった。
- ビュフォード - ビリー・リーク（岡田貴之）

ジャックの相棒。
- フランク・スタトラー捜査官 - トム・エヴェレット（英語版）（咲野俊介）

## 製作
本作ではいくつかのグラボイドをCGIを使用して作成しており、これはシリーズで初めてのことだった。それまでのシリーズではフルサイズの人形と1/4サイズのグラボイド人形が使用された。シュリーカーは前作と同様にCGIで作成されているが、ソフトウェアの互換性の問題のため、前作のCGIを再利用することはできなかった。

## 評価

### 批評
Rotten Tomatoesには6件の批評が寄せられ、支持率67%となっている。AMC Movie Guideは、「それは素晴らしいコミュニティにカムバックし、俳優たちはウィットと輝きを保っています。製作費は大幅に低くなり、ジョークの一部はリサイクルされ、グランドフィナーレはパッとしないが、依然としてキャラクターの根底には愛情があり、全体的に『トレマーズ3』には一瞥する価値がある」と批評している。

### 受賞・ノミネート
| 映画賞                       | 部門                 | 対象             | 結果       | 出典  |
| ---------------------------- | -------------------- | ---------------- | ---------- | ----- |
| ビデオ・プレミア・アワード   | 主演男優賞           | マイケル・グロス | 受賞       | [ 5 ] |
| ビデオ・プレミア・アワード   | 特殊効果賞           | リンダ・ドレイク | ノミネート |       |
| ゴールデン・リール・アワード | 録音賞（ビデオ部門） | トレマーズ3      | ノミネート |       |